# Bérénice Marlohe
 (février 2021).
Si vous disposez d'ouvrages ou d'articles de référence ou si vous connaissez des sites web de qualité traitant du thème abordé ici, merci de compléter l'article en donnant les références utiles à sa vérifiabilité et en les liant à la section « Notes et références ».
Pour les articles ayant des titres homophones, voir Marlaud, Marleau et Marlo.
Bérénice Marlohe, de son vrai nom Bérénice Lim Marlohe [beʁenis lim maʁlo], née le 19 mai 1979 à Paris, est une actrice française. Ses origines paternelles sont chinoises et cambodgiennes.

## Biographie

### Jeunesse
Bérénice Marlohe naît d'une mère professeur française et d'un père médecin sino-cambodgien. Lim est le surnom de sa grand-mère paternelle. Elle grandit en région parisienne. Après avoir suivi les cours du conservatoire de Paris,, elle se consacre brièvement au mannequinat, puis commence une carrière d'actrice,. La jeune femme suit les cours de Béatrice Brout et s'initie  à l'improvisation, en particulier avec le comédien Philippe Lelièvre.

### Carrière
Bérénice Marlohe apparaît dans des spots publicitaires, notamment pour la marque Dacia, et tient de petits rôles dans des séries télévisées françaises telles que Père et Maire et Femmes de loi. Dans un épisode de la série Section de recherches, elle interprète un personnage transgenre.
Alors qu'elle peine à décrocher des rôles en France, Bérénice Marlohe obtient une audition en contactant directement la directrice de casting du 23e film de la série James Bond. Elle est retenue pour interpréter une « James Bond girl » dans Skyfall, dont le tournage débute en novembre 2011,. Pour mieux incarner le rôle de Séverine, Marlohe s'entraîne au maniement des armes à feu.
Au cinéma, elle apparaît également dans L'Art de séduire de Guy Mazarguil, et joue aux côtés de Sophie Marceau dans Un bonheur n'arrive jamais seul, sorti en 2012.
En 2017, elle tourne dans Song to Song, le neuvième film du réalisateur Terrence Malick.

## Filmographie

### Cinéma
- 2007 : La Discordance de Patrick Hernandez (court-métrage) : la jeune femme
- 2011 : L'Art de séduire de Guy Mazarguil : la fille sportive
- 2012 : Un bonheur n'arrive jamais seul de James Huth : le rencard amoureux de Laurent (non créditée)
- 2012 : Skyfall de Sam Mendes : Séverine
- 2015 : La Femme du Diplomate (5 to 7) de Victor Levin : Arielle
- 2017 : Song to Song de Terrence Malick : Zoey
- 2017 : Redivider (Kill Switch) de Tim Smit : Abby
- 2017 : Revolt de Jon Miale : Nadia
- 2019 : Valley of The Gods (en) de Lech Majewski : Karen Kitson
- 2021 : The Man Who Saved Paris de Dean Zannuck : Monique

### Télévision
- 2008 : Pas de secrets entre nous (série télévisée), saison 1, épisode 5 : Ingrid
- 2008 : Femmes de loi (série télévisée), saison 8, épisode 10 Passager clandestin de Hervé Renoh : Barmaid
- 2008 : Section de recherches (série télévisée), saison 3, épisode 4 Une femme comme les autres de Bruno Garcia : Isabelle Marnay
- 2008 : Le Temps est à l'orage (téléfilm) de Joyce Buñuel : Alicia
- 2009 : Père et Maire (série télévisée), saison 8, épisode 3 La Reconquête de Vincent GIovanni : Caroline Pylet
- 2009 : R.I.S Police scientifique (série télévisée), saison 5, épisode 2 Mise à l'épreuve : Églantine du Meunier
- 2010 : Le Pigeon (téléfilm) de Lorenzo Gabriele : Hôtesse au golf
- 2010 : Équipe médicale d'urgence (série télévisée), saison 3, six épisodes : Alexia
- 2012 : R.I.S Police scientifique (série télévisée), saison 7, épisode 3 Diamant bleu de Thierry Bouteiller : Femme bijouterie
- 2015 : The Spoils Before Dying (mini-série télévisée) de Matt Piedmont : Béatrice
- 2017 : Twin Peaks de David Lynch (série télévisée), saison 3 The Return, épisode 12 : La femme française

### Clips
- 2007 : Partons vite de Kaolin, réalisé par Patrick Hernandez et Lio Fereirra
- 2008 : J’étais là de Zazie, réalisé par Denis Thybaud
- 2010 : Les Mythomanes de JBL, réalisé par AMX Picture
- 2010 : Dans ma werss de Rohff